# Thaïlande aux Jeux olympiques d'hiver de 2022
La Thaïlande participe aux Jeux olympiques d'hiver de 2022 à Pékin en Chine du 4 au 20 février 2022. Il s'agit de sa cinquième participation à des Jeux d'hiver.

## Athlètes engagés
| Sport       | Hommes | Femmes | Total |
| ----------- | ------ | ------ | ----- |
| Ski alpin   | 1      | 1      | 2     |
| Ski de fond | 1      | 1      | 2     |
| Total       | 2      | 2      | 4     |

## Résultats

### Ski alpin
Mida Jaiman et Nicola Zanon sont qualifiés pour les jeux. 
Nicola Zanon est Italo-Thaïlandais et n'avait pu finir de course lors des Jeux de PyongChang. Parmi la délégation, seule Mida Jaiman participe pour la première fois aux jeux olympiques, elle qui vit dans les Alpes suisses.
| Athlète      | Épreuve      | 1re manche    | 1re manche | 2e manche     | 2e manche | Total         | Total |
| Athlète      | Épreuve      | Temps         | Rang       | Temps         | Rang      | Temps         | Rang  |
| ------------ | ------------ | ------------- | ---------- | ------------- | --------- | ------------- | ----- |
| Nicola Zanon | Slalom       | 1 min 17 s 53 | 44e        | 1 min 20 s 83 | 37e       | 2 min 38 s 36 | 38e   |
| Nicola Zanon | Slalom géant | 1 min 5 s 71  | 45e        | 1 min 2 s 24  | 24e       | 2 min 7 s 95  | 40e   |

| Athlète         | Épreuve      | 1re manche | 1re manche | 2e manche | 2e manche | Finale   | Finale   |
| Athlète         | Épreuve      | Temps      | Rang       | Temps     | Rang      | Temps    | Rang     |
| --------------- | ------------ | ---------- | ---------- | --------- | --------- | -------- | -------- |
| Mida Fah Jaiman | Slalom       | Abandon    | Abandon    | Éliminée  | Éliminée  | Éliminée | Éliminée |
| Mida Fah Jaiman | Slalom géant | Abandon    | Abandon    | Éliminée  | Éliminée  | Éliminée | Éliminée |

### Ski de fond
Mark Chanloung et Karen Chanloung chez les femmes, sont qualifiés pour les jeux
Mark et Karen sont frère et sœur et possèdent la double nationalité italo-thaïlandais ; tous deux ont déjà représentés leur pays lors des précédents jeux.
| Athlète         | Épreuve                               | Classique   | Classique   | Libre             | Libre             | Total             | Total |
| Athlète         | Épreuve                               | Temps       | Rang        | Temps             | Rang              | Temps             | Rang  |
| --------------- | ------------------------------------- | ----------- | ----------- | ----------------- | ----------------- | ----------------- | ----- |
| Mark Chanloung  | Skiathlon hommes (15 km + 15 km)      | 47 min      | 62e         | A concédé un tour | A concédé un tour | A concédé un tour | 60e   |
| Mark Chanloung  | 50 km libre hommes 30 km libre hommes | Non disputé | Non disputé | Non disputé       | Non disputé       | 1 h 20 min 11 s 5 | 49e   |
| Karen Chanloung | 10 km classique femmes                | Non disputé | Non disputé | Non disputé       | Non disputé       | 33 min 14 s       | 63e   |

| Athlète         | Épreuve           | Qualification | Qualification | Quart de finale | Quart de finale | Demi-finale | Demi-finale | Finale   | Finale   |
| Athlète         | Épreuve           | Temps         | Rang          | Temps           | Rang            | Temps       | Rang        | Temps    | Rang     |
| --------------- | ----------------- | ------------- | ------------- | --------------- | --------------- | ----------- | ----------- | -------- | -------- |
| Karen Chanloung | Individuel femmes | 3 min 36 s    | 61e           | Éliminée        | Éliminée        | Éliminée    | Éliminée    | Éliminée | Éliminée |